# Eormenric de Kent

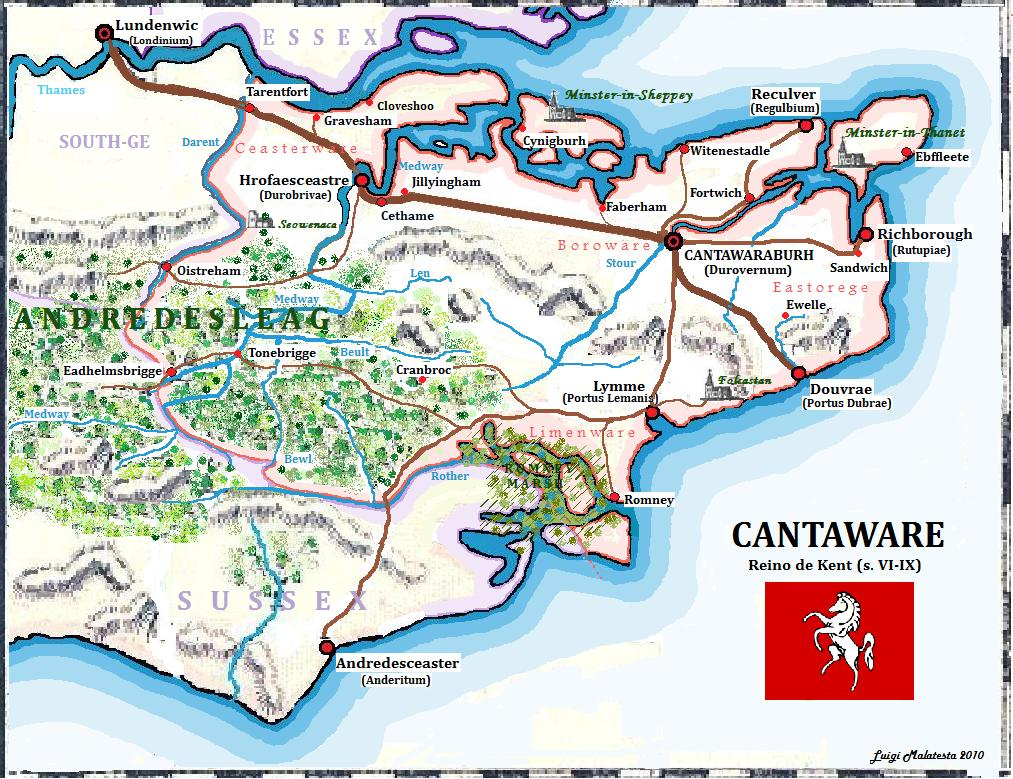
Mapa general del Reino de Kent (Cantaware Rice)

Eormenric o Eormanric fue rey de Kent desde aproximadamente 534 o 540 hasta 564 o 590. Su padre podría haber sido el rey Octa de Kent, a quien Eormenric sucedió en el trono. Según la Crónica anglosajona fue sucedido por su hijo Ethelberto de Kent alrededor del año 580 o 590.
| Predecesor: Octa | Rey de Kent c. 534 o 540 - c. 590 | Sucesor: Ethelberto |

- Datos: Q768925